# 오스기촌 (이시카와현)
오스기촌(大杉村)은 이시카와현 노미군에 있던 촌이다.

## 역사
- 1889년 4월 1일 - 정촌제 시행에 의해 오스기촌의 구역을 가지고 오스기촌이 성립하였다.
- 1907년 8월 5일 - 오스기촌, 세타니촌이 합병해 오스기타니촌이 성립하였다.

## 참고문헌
- 角川日本地名大辞典 17 石川県